# لورين ميلور
لورين ميلور (بالإنجليزية: Lauren Mellor)‏ هي عارضة جنوب أفريقية، ولدت في 1 ديسمبر 1985 في جوهانسبرغ في جنوب أفريقيا.